# Wijken en buurten in Heiloo
De Nederlandse gemeente Heiloo is voor statistische doeleinden onderverdeeld in wijken en buurten. De gemeente is verdeeld in de volgende statistische wijken:
- Wijk 01 Blockhovepark (CBS-wijkcode:039901)
- Wijk 02 Heiloo Noord-West (CBS-wijkcode:039902)
- Wijk 03 Heiloo-Midden (CBS-wijkcode:039903)
- Wijk 04 Heiloo-West (CBS-wijkcode:039904)
- Wijk 05 Stationsomgeving (CBS-wijkcode:039905)
- Wijk 06 Ypestein (CBS-wijkcode:039906)
- Wijk 07 Heiloo-Oost (CBS-wijkcode:039907)
- Wijk 08 Heiloo Zuid-West (CBS-wijkcode:039908)

Een statistische wijk kan bestaan uit meerdere buurten. Onderstaande tabel geeft de buurtindeling met kentallen volgens het Centraal Bureau voor de Statistiek (2008):
| CBS-buurtcode | Buurtnaam             | Inwonertal | Opp. totaal (ha) | Opp. land (ha) | Ligging                |
| ------------- | --------------------- | ---------- | ---------------- | -------------- | ---------------------- |
| BU03990101    | Blockhovepark         | 780        | 446              | 444            | Locatie in de gemeente |
| BU03990201    | Noorderneg            | 80         | 93               | 89             | Locatie in de gemeente |
| BU03990202    | Oud West              | 2540       | 99               | 99             | Locatie in de gemeente |
| BU03990301    | Tuindorp              | 1290       | 32               | 32             | Locatie in de gemeente |
| BU03990302    | Gemeentebos           | 670        | 24               | 24             | Locatie in de gemeente |
| BU03990303    | Plan Oost             | 2300       | 82               | 78             | Locatie in de gemeente |
| BU03990304    | Nijenburg             | 110        | 43               | 43             | Locatie in de gemeente |
| BU03990401    | Heiloo-West Zuiderneg | 1800       | 108              | 106            | Locatie in de gemeente |
| BU03990402    | Zuid West             | 2440       | 44               | 44             | Locatie in de gemeente |
| BU03990501    | Akkerbuurt            | 2170       | 42               | 42             | Locatie in de gemeente |
| BU03990502    | Oud Zuid              | 1940       | 37               | 37             | Locatie in de gemeente |
| BU03990503    | Vennewater            | 420        | 48               | 48             | Locatie in de gemeente |
| BU03990504    | Stationsomgeving      | 440        | 42               | 42             | Locatie in de gemeente |
| BU03990601    | Willibrord            | 270        | 25               | 25             | Locatie in de gemeente |
| BU03990602    | Oude Werf             | 0          | 18               | 18             | Locatie in de gemeente |
| BU03990603    | Zuid Oost             | 2160       | 94               | 92             | Locatie in de gemeente |
| BU03990604    | Oosterzij             | 2060       | 92               | 91             | Locatie in de gemeente |
| BU03990701    | Het Die               | 20         | 325              | 318            | Locatie in de gemeente |
| BU03990801    | De volkstuinen        | 220        | 118              | 117            | Locatie in de gemeente |
| BU03990802    | Kapelbuurt            | 300        | 88               | 88             | Locatie in de gemeente |